# 안응록
안응록(安應綠, 1919 ~ ?)은 일제 강점기에 만주 간도특설대 중사였다.

## 생애
1940년 간도특설대 제2기생으로 입대하였으며, 기박련(機迫連) 중사 간호로 복무했다.
1941년 1월 안투현(安圖縣) 대황구 부근에서 동북항일연군 여성 대원 4명을 체포했다. 허종범과 함께 이들을 압송하던 중 강간을 하려 했으나 실패하자 2명을 살해했다.
1941년 4월에는 간도특설대 3개련(連)이 안투(安圖), 화뎬(樺甸), 둔화(敦化) 경계지역에서 수색을 하던 중 항일연군 2명을 직접 체포했다.
1943년 9월 훈8위 주국장(柱國章)을 받았다.

## 같이 보기
- 간도특설대

## 참고자료
- 친일인명사전편찬위원회 (2009). 《친일인명사전》. 447쪽.